# 33602 Varunmandi
33602 Varunmandi è un asteroide della fascia principale. Scoperto nel 1999, presenta un'orbita caratterizzata da un semiasse maggiore pari a 2,4911549 UA e da un'eccentricità di 0,0766311, inclinata di 8,24051° rispetto all'eclittica.